# Riksförsäkringsanstalten (byggnad)

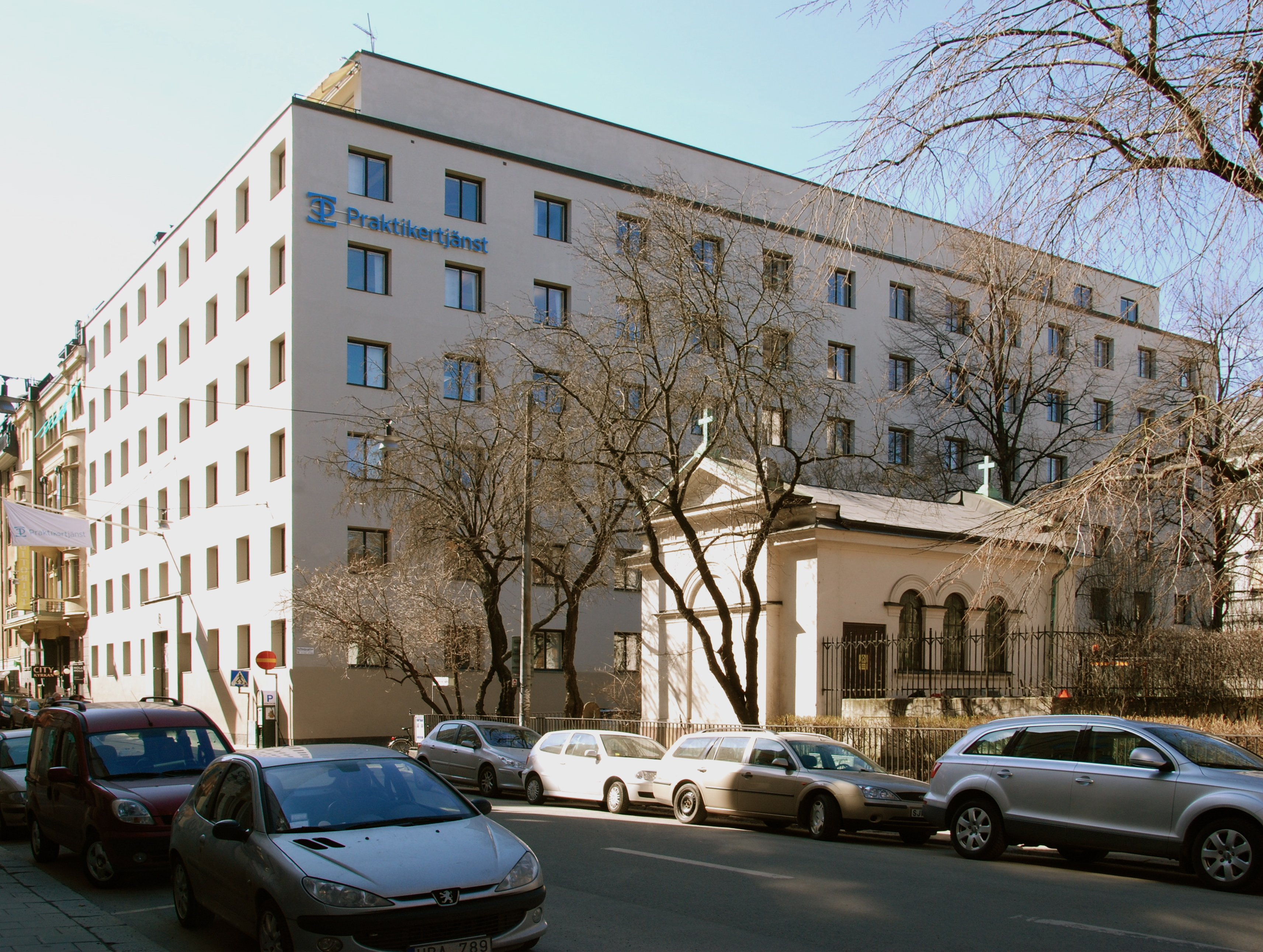
Riksförsäkringsverket april 2011.

För myndigheten och dess efterföljare se Försäkringskassan.
Riksförsäkringsanstalten, eller Riksförsäkringsverket, är en kontorsfastighet vid Adolf Fredriks kyrka på Norrmalm i Stockholm, ritad av Sigurd Lewerentz och byggd mellan 1930 och 1932. Byggnaden är sedan oktober 1993 ett byggnadsminne. Numera har Marginalen Bank sina lokaler i byggnaden.

## Historik

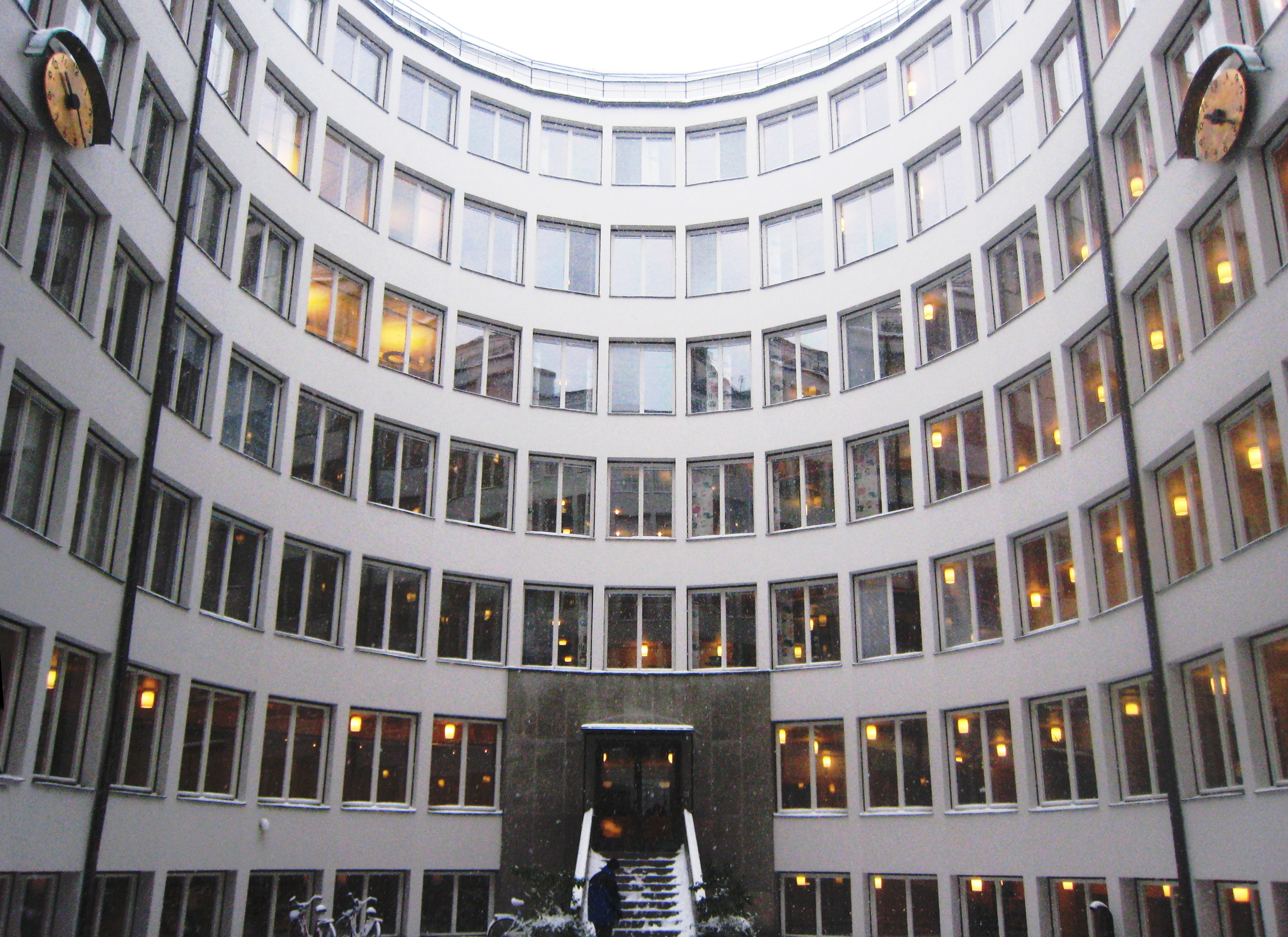
Innergårdens fasader.

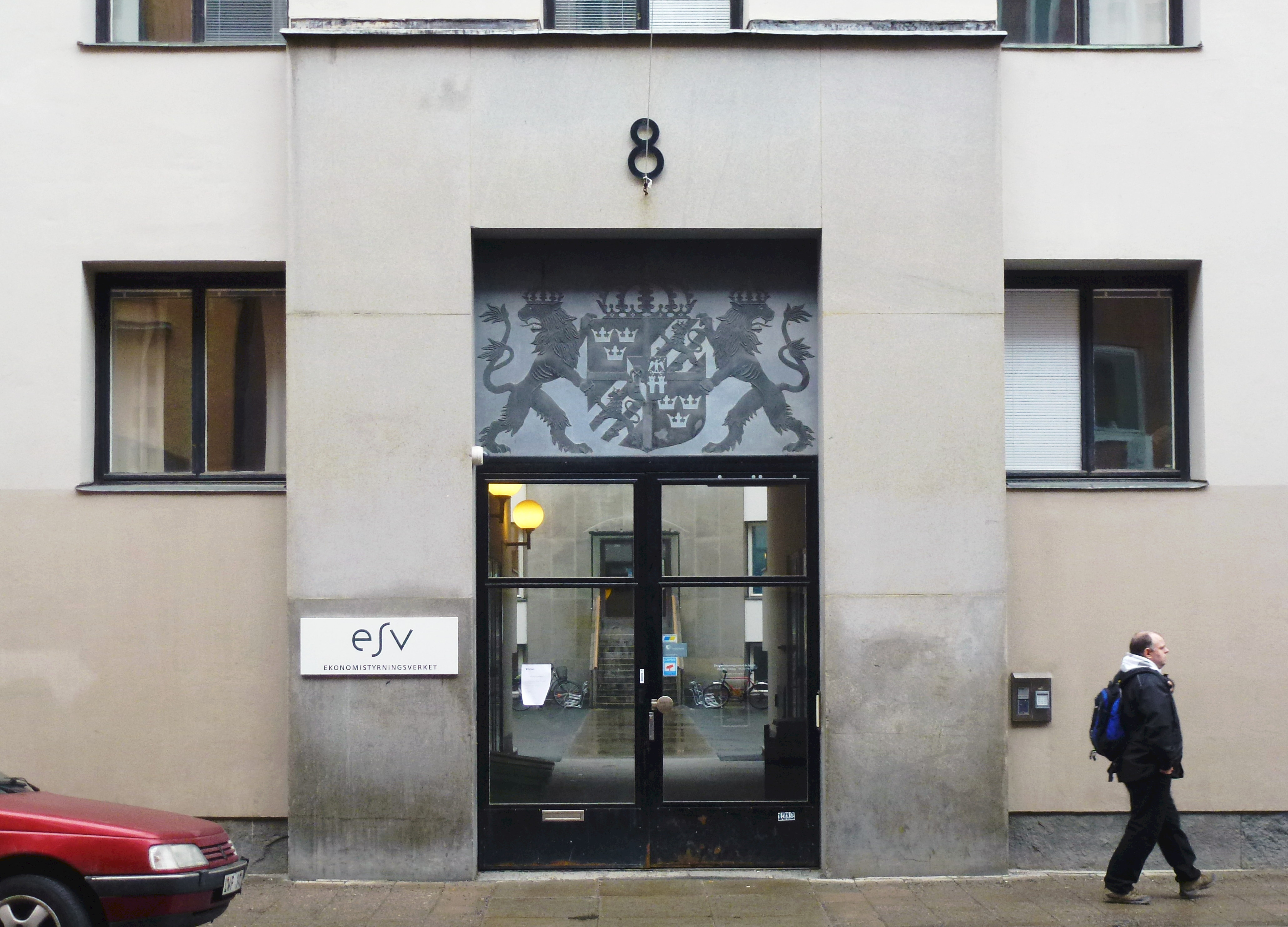
Huvudentrén.

Riksförsäkringsanstaltens nya byggnad var resultatet av en inbjuden arkitekttävling som utlystes av Byggnadsstyrelsen 1928. Anstaltens gamla lokaler i Auditorium vid Norra Bantorget blev för trånga och uppfyllde inte heller kraven på brandsäkerhet.
Arkitekt Sigurd Lewerentz gick vinnande ur tävlingen och fick direkt uppdraget att vidare bearbeta sitt förslag. Han gav fasadernas puts bland annat kvaderindelning och gårdsrummet blev ovalt och symmetriskt. Lewerentz kom så småningom fram till en kubformad byggnadskropp med sex våningar och en indragen takvåning samt slätputsade fasader. Den ovala innergården behöll han dock. Lewerentz arkitektur ligger mellan klassicism och modernism. Fasaderna mot gatan karaktäriseras av glest placerade och djupt inskurna kvadratiska fönster. I kontrast därtill står gårdsfasadernas mjuka rundning med fönsterplacering i långa band. 
Huvudentrén vände han mot Adolf Fredriks kyrkogata, men man måste först passera innergården för att nå entréporten. Ursprungligen var det tänkt att uppföra byggnaden i en pelar- och balkkonstruktion i stål med utfackningar av armerad betong. Av kostnadsskäl utfördes bara gårdsfasaderna på detta sätt medan gatufasaderna murades på traditionellt vis.
Byggnadens fönster, glaspartier och dörrar utmärker sig av sin enkelhet och tillverkades efter Lewerentz eget patentskyddade byggsystem Idesta som han hade grundat och utvecklat sedan 1929. En del inredningsdetaljer som stolar i stålrör och karmstolar i böjträ specialritades av arkitekten. När huset stod färdigt 1932 konstaterade Lewerentz nöjd att han lyckades hålla sig på öret exakt inom ramen för den av riksdagen beviljade snäva budgeten.
Byggnaden är blåklassad av Stockholms stadsmuseum vilket innebär att det kulturhistoriska värdet anses motsvara fordringarna för byggnadsminne.
Byggnaden är förklarad som byggnadsminne den 1 oktober 1993 enligt 3 kap Kulturmiljölagen. Länsstyrelsen prövar ansökningar om tillstånd till ombyggnationer.

## Historiska interiörbilder

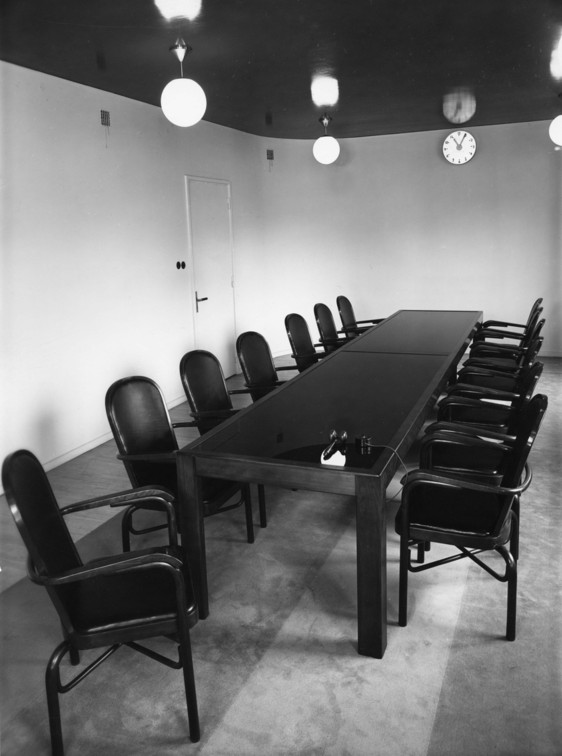
Ett konferensrum
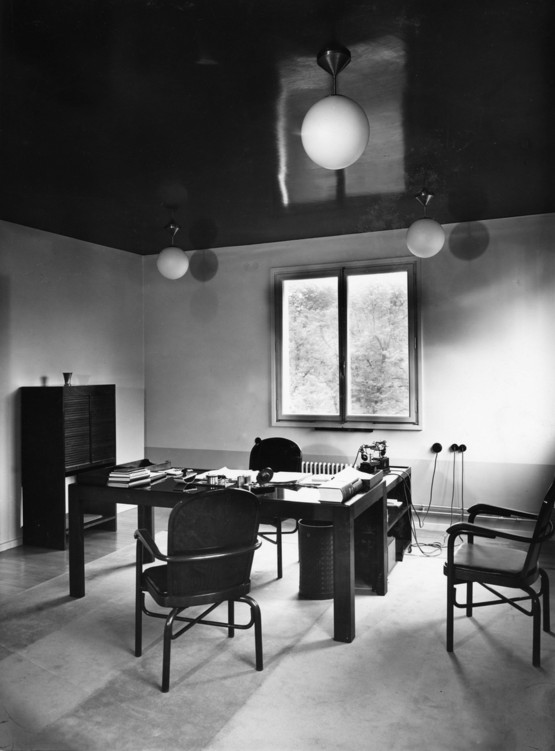
Ett chefsrum
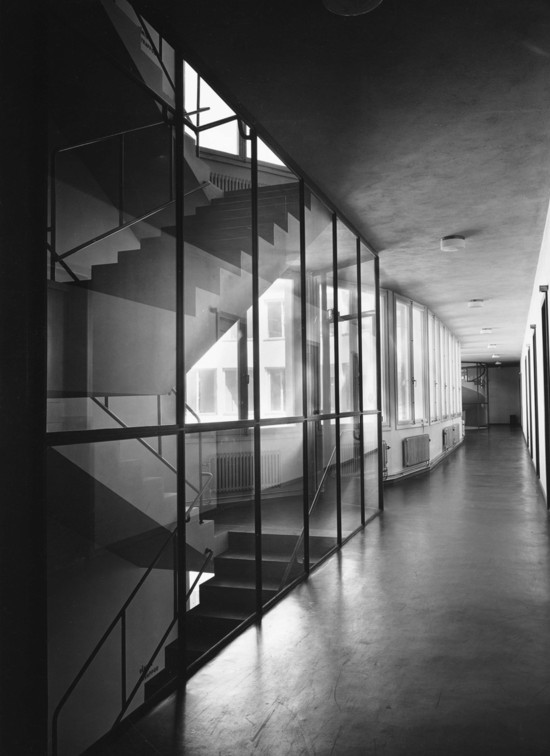
Ett glasparti
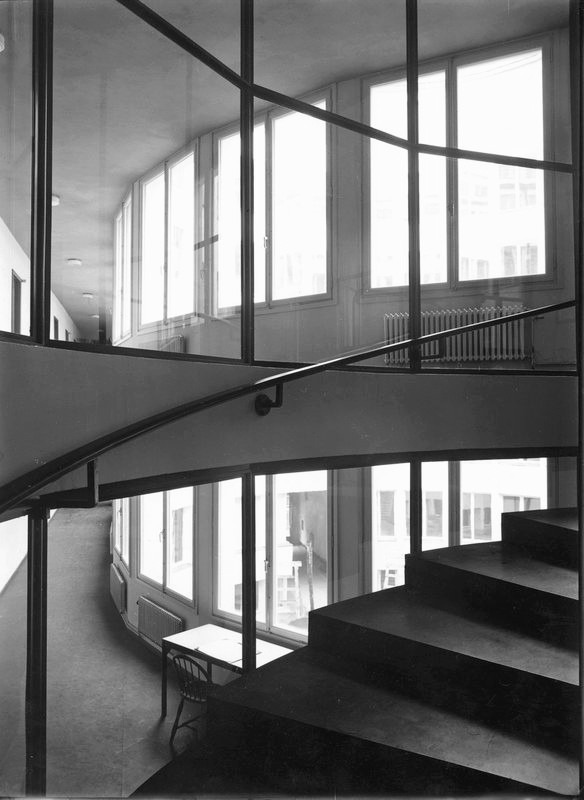
Spiraltrappan